# Anne Maurits Cornelis van Hall
Anne Maurits Cornelis van Hall (Amsterdam, 26 februari 1808 - Den Haag, 15 augustus 1838) was een Nederlands jurist.
Anne Maurits van Hall promoveerde in 1830 te Leiden en ging werken in het kantoor van zijn vader Maurits Cornelis van Hall aan de Herengracht in Amsterdam. In 1834 was hij medeoprichter van het tijdschrift Nederlandse stemmen en in 1835 schreef hij Vrijheid van Godsdienstoefeningen in Nederland verdedigd. In datzelfde jaar trouwde hij met Helena Suzanna van Schermbeek. Hij werd advocaat der vervolgde afgescheidenen en ging in 1836 zelf over tot de Gereformeerden. Door ziekte kwam hij vroegtijdig te overlijden.
- Biografisch Portaal: 51125831
- Digitale Bibliotheek voor de Nederlandse Letteren: hall017
- Gemeinsame Normdatei: 100494676
- International Standard Name Identifier: 0000 0000 0504 1005
- Nederlandse Thesaurus van Auteursnamen: 071738320
- Virtual International Authority File: 29877968